# Хронопотенціометрія
Хро́нопотенціоме́трія (англ. chronopotentiometry, рос. хронопотенциометрия) — електрохімічний вимірювальний метод, в якому хід реакції контролюється за допомогою концентраційно поляризованого електрода (звичайно Hg або Pt) в парі з відповідним електродом порівняння, які приєднані до джерела постійного струму, з реєстрацією часу, потрібного для переходу потенціалу від заздалегідь заданого значення до іншого вищого. Точку еквівалентності знаходять на графікові залежності квадратного кореня з часу переходу від кількості доданого титранту екстраполяцією прямолінійних ділянок до їхнього перетину. 
Розрізняють пряму і инверсионную хронопотенціометрія. Найчастіше застосовують перший варіант. В цьому випадку електроліз здійснюють в неперемешіваемий розчині визначається електрохімічних активного (електроактивного) в-ва при великому надлишку фонового електроліту; при цьому значення струму, як правило, перевищує граничний дифузійний струм ld (див. Вольтамперометрия). Використовують дво- і трьохелектродні осередку (див. Хроноамперометрія). Реєструють хроно-потенціометріч. криву - залежність електродного потенціалу робочого електрода (на к-ром відбувається електроліз) від часу t. 
У пов-сті робочого електрода поступово зменшується концентрація досліджуваного в-ва і відповідно змінюється електродний потенціал в сторону більш отрицат. значень. В кінці електролізу спостерігається різкий стрибок потенціалу. Інтервал часу, протягом к-якого концентрація електроактивного в-ва зменшується практично до 0, наз. перехідним временем6012-90.jpg прічем6012-91.jpg де С - об'ємна концентрація злектроактівного в-ва; п - число електронів, що беруть участь в ЕлектроХіт. процесі; F- число Фарадея; D0 - коеф. дифузії окисленої форми в-ва; i - щільність електричні. струму. При постійних значеннях С і площі пов-сті електрода проізведеніе6012-92.jpg = const. Змінюючи i, можна змінювати велічіну6012-93.jpg Необхідні умови проведення аналізу - відсутність конвекції і мале значення струму, що витрачається на заряджання подвійного електричні. шару. Зазвичай тривалість електролізу t не перевищує ~ 30 с, так як при великих t на велічіну6012-94.jpg роблять сильний вплив ємність подвійного електричні. шару, конвекція, адсорбція і ін. чинники. Велічіна6012-95.jpg залежить також від форми електрода: для цилиндрич. електрода вона менше, ніж для сферичного з такими ж радіусом і площею пов-сті. Якщо струм електролізу є ф-ціей6012-96.jpgто6012-97.jpg ~ С. Це співвідношення лежить в основі кількостей. хім. аналізу. Значеніе6012-98.jpg визначають по хронопотенціометріч. кривої, вид к-рій залежить від характеру ЕлектроХіт. процесу.
Для оборотного ЕлектроХіт. процесу, швидкість догрого обмежується дифузією електроактивного в-ва (дифузний процес з перехідним временем6012-99.jpg), електродний потенціал6012-100.jpg прі6012-101.jpg дорівнює потенціалу напівхвилі Е1 / 2. Причому вираз для хронопотенціометріч. кривої в координатах E-t збігається з рівнянням для вольтамперометріч. хвилі, якщо замість Е1 / 2, ldі I підставити соотв.6012-102.jpg6012-103.jpg і6012-104.jpg
Для незворотного ЕлектроХіт. процесу форма хронопотенціометріч. кривої визначається проізведеніем6012-105.jpg где6012-106.jpg - коеф. перенесення електрона; па - число електронів, що беруть участь в повільній стадії ЕлектроХіт. р-ції. Велічіна6012-107.jpg не залежить від кінетики електродної р-ції. При t = 0 значення Е визначається константою швидкості kf прямий гетерог. ЕлектроХіт. р-ції, велічінамі6012-108.jpg і i. Чим менше kf, тим більше перенапруження необхідно для протікання цього процесу. Величина зміщення хронопотенціометріч. кривої в отрицат. область потенціалів зростає зі збільшенням i. Це справедливо для процесів, що протікають на електродах сферич. і циліндричні. форми. Умова незворотності електродного процесу в хронопотенціометрії: 6012-109.jpg <2,8 x 10-2 см x з-1/2. Використання прийому реверсу (зміни знака) струму дозволяє вивчати процеси відновлення (катодні с6012-110.jpg) і окислення (анодні с6012-111.jpg), при етом6012-112.jpg
Якщо швидкість ЕлектроХіт. р-ції лімігіруется швидкістю освіти в розчині електроактивного в-ва з визначається компонента, то процес наз. кінетичним (перехідний время6012-113.jpg); прічем6012-114.jpg При i6012-115.jpg 0 значеніе6012-116.jpg для кинетич. і дифузійних процесів зближуються. Збільшення i призводить до лінійного уменьшенію6012-117.jpg тим більше різкого, чим менше константа рівноваги К і константа швидкості k1 прямий хім. р-ції освіти електроактивного в-ва. У разі каталитич. електродного процесу (див. Полярографія) з перехідним временем6012-118.jpg велічіна6012-119.jpg залежить від параметра6012-120.jpg; прічем6012-121.jpg де Ск - концентрація каталізатора. Прі6012-122.jpg> 2 спостерігається лінійна залежність отношенія6012-123.jpg от6012-124.jpg
У інверсійної хронопотенціометрії попередньо проводять електроліз (електролітич. Концентрування) визначається в-ва протягом часу tK при заданому струмі або потенціал. Виділене на електроді в-во розчиняють електрохімічних при i = const або хімічно (частіше окисленням, напр. З допомогою Hg2 + або О2). Велічіна6012-125.jpg зазвичай пропорційна концентрації електроактивного в-ва і часу tK.
Хронопотенціометрія застосовують для визначення іонів металів в об'єктах довкілля (стічних і прир. Водах, ґрунтах, рослинах, осадових гірських породах), а також в середовищі (кров, сеча). Межі виявлення досягають неск. мкг / л; відносить. стандартне відхилення - дек. % (Для малих концентрацій менше 0,25%).